# Lennart Örnebäck
Lennart Wilhelm Örnebäck ursprungligen Svensson, född 30 oktober 1905 i Karlskrona, död där 7 juni 1982, var en svensk målare, tecknare och grafiker.
Örnebäck var gift med Elisabeth Annasofia Hallström. Han studerade vid Otte Skölds målarskola och vid Kungliga konsthögskolan i Stockholm 1931–1937. Under sin studietid tilldelades han det Bobergska stipendiet 1937 och genomförde ett antal studieresor till bland annat Norge, Danmark, Tyskland, Frankrike och Schweiz. Separat debuterade han med en utställning på De Ungas salong i Stockholm som följdes av separatutställningar i Växjö, Karlshamn och på Galerie Moderne i Stockholm samt från början av 1940-talet så gott som årligen i Karlskrona. Han medverkade i ett tiotal av Sveriges allmänna konstförenings salonger i Stockholm och i några Stockholmssalonger på Liljevalchs konsthall. Hans konst består av stilleben, interiörer, figurer porträtt och landskapsskildringar från östblekingska bygder och kustland utförda i olja, pastell, akvarell eller träsnitt. Örnebäck är representerad vid Moderna museet och Blekinge museum i Karlskrona.